# Spojené státy americké na Letních olympijských hrách 2012
Spojené státy americké na Letních olympijských hrách v roce 2012 v Londýně reprezentovalo 529 sportovců, z toho 268 žen a 261 mužů, ve 25 sportech. Nezúčastnily se pouze v házené.

## Medailisté
| Medaile | Jméno | Sport                | Soutěž                                                    |
| ------- | --- | -------------------- | --------------------------------------------------------- |
| Zlato   | Ryan Lochte | Plavání              | Muži 400 m polohový závod                                 |
| Zlato   | Kim Rhodeová | Sportovní střelba    | Ženy skeet                                                |
| Zlato   | Dana Vollmerová | Plavání              | Ženy 100 m motýlek                                        |
| Zlato   | Matt Grevers | Plavání              | Muži 100 m znak                                           |
| Zlato   | Missy Franklinová | Plavání              | Ženy 100 m znak                                           |
| Zlato   | Gabby Douglasová Jordyn Wieberová Aly Raismanová Kyla Ross McKayla Maroney | Sportovní gymnastika | Ženy víceboj – družstvo                                   |
| Zlato   | Vincent Hancock | Sportovní střelba    | Muži skeet                                                |
| Zlato   | Ricky Berens Conor Dwyer Ryan Lochte Michael Phelps Davis Tarwater* Charlie Houchin* Matt McLean* | Plavání              | Muži štafeta 4 × 200 m volný způsob                       |
| Zlato   | Allison Schmittová | Plavání              | Ženy 200 m volný způsob                                   |
| Zlato   | Kristin Armstrongová | Cyklistika           | Ženy časovka jednotlivců                                  |
| Zlato   | Nathan Adrian | Plavání              | Muži 100 m volný způsob                                   |
| Zlato   | Alyssa Anderson* Missy Franklinová Lauren Perdue* Allison Schmittová Dana Vollmerová Shannon Vreeland | Plavání              | Ženy štafeta 4 × 200 m volný způsob                       |
| Zlato   | Gabby Douglasová | Sportovní gymnastika | Ženy víceboj – jednotlivci                                |
| Zlato   | Kayla Harrisonová | Judo                 | Ženy 78 kg                                                |
| Zlato   | Erin Cafarová Susan Franciaová Esther Lofgrenová Taylor Ritzelová Meghan Musnickiová Eleanor Loganová Caroline Lindová Caryn Daviesová Mary Whippleová | Veslování            | Ženy osmiveslice                                          |
| Zlato   | Tyler Clary | Plavání              | Muži 200 m znak                                           |
| Zlato   | Michael Phelps | Plavání              | Muži 200 m polohový závod                                 |
| Zlato   | Rebecca Soniová | Plavání              | Ženy 200 m prsa                                           |
| Zlato   | Michael Phelps | Plavání              | Muži 100 m motýlek                                        |
| Zlato   | Katie Ledecká | Plavání              | Ženy 800 m volný způsob                                   |
| Zlato   | Missy Franklinová | Plavání              | Ženy 200 m znak                                           |
| Zlato   | Jamie Lynnová Grayová | Sportovní střelba    | Ženy 50 metrů libovolná malorážka 3×20 ran polohový závod |
| Zlato   | Nathan Adrian Matt Grevers Brendan Hansen Cullen Jones* Tyler McGill* Michael Phelps Eric Shanteau* Nick Thoman* | Plavání              | Muži štafeta 4 × 100 m polohový závod                     |
| Zlato   | Rachel Bootsma* Claire Donahue* Missy Franklinová Jessica Hardyová* Breeja Larson* Allison Schmittová Rebecca Soniová Dana Vollmerová | Plavání              | Ženy štafeta 4 × 100 m polohový závod                     |
| Zlato   | Bob Bryan Mike Bryan | Tenis                | Muži čtyřhra                                              |
| Zlato   | Serena Williamsová | Tenis                | Ženy dvouhra                                              |
| Zlato   | Serena Williamsová Venus Williamsová | Tenis                | Ženy čtyřhra                                              |
| Zlato   | Sanya Richardsová-Rossová | Atletika             | Ženy 400 m                                                |
| Zlato   | Jennifer Suhrová | Atletika             | Ženy skok o tyči                                          |
| Zlato   | Aly Raismanová | Sportovní gymnastika | Ženy prostná                                              |
| Zlato   | Aries Merritt | Atletika             | Muži 110 m překážek                                       |
| Zlato   | Allyson Felixová | Atletika             | Ženy 200 m                                                |
| Zlato   | Brittney Reeseová | Atletika             | Ženy skok do dálky                                        |
| Zlato   | Misty May-Treanor Kerri Walshová | Plážový volejbal     | Ženy                                                      |
| Zlato   | Claressa Shields | Box                  | Ženy váha střední - do 75 kg                              |
| Zlato   | Hope Solová Nicole Barnhart Heather Mitts Christie Rampone Becky Sauerbrunn Kelley O'Hara Amy LePeilbet Rachel Buehler Shannon Boxx Heather O'Reilly Carli Lloydová Lauren Cheney Megan Rapinoeová Tobin Heath Amy Rodriguez Sydney Leroux Alex Morganová Abby Wambachová | Fotbal               | Družstvo žen                                              |
| Zlato   | Christian Taylor | Atletika             | Muži trojskok                                             |
| Zlato   | Ashton Eaton | Atletika             | Muži desetiboj                                            |
| Zlato   | Elizabeth Armstrong Heather Petri Melissa Seidemann Brenda Villa Lauren Wenger Maggie Steffensová Courtney Mathewson Jessica Steffensová Elsie Windes Kelly Rulon Annika Dries Kami Craig Tumuaialii Anae                                                                 | Vodní pólo           | Družstvo žen                                              |
| Zlato   | Allyson Felixová Carmelita Jeterová Bianca Knightová Tianna Madisonová Jeneba Tarmohová* Lauryn Williamsová* | Atletika             | Ženy štafeta 4 × 100 m                                    |
| Zlato   | Jordan Burroughs | Zápas                | Muži volný styl 74 kg                                     |
| Zlato   | Lindsay Whalen Seimone Augustus Sue Bird Maya Moore Angel McCoughtry Asjha Jones Tamika Catchings Swin Cash Diana Taurasi Sylvia Fowles Tina Charles Candace Parker | Basketbal            | Turnaj žen                                                |
| Zlato   | David Boudia | Skoky do vody        | Muži věž 10 m                                             |
| Zlato   | Keshia Bakerová* Diamond Dixonová* Allyson Felixová Francena McCorory Sanya Richardsová-Rossová DeeDee Trotterová | Atletika             | Ženy štafeta 4 × 400 m                                    |
| Zlato   | Tyson Chandler Kevin Durant LeBron James Russell Westbrook Deron Williams Andre Iguodala Kobe Bryant Kevin Love James Harden Chris Paul Anthony Davis Carmelo Anthony | Basketbal            | Turnaj mužů                                               |
| Zlato   | Jake Varner | Zápas                | Muži volný styl 96 kg                                     |
| Stříbro | Brady Ellison Jake Kaminski Jacob Wukie | Lukostřelba          | Muži družstvo                                             |
| Stříbro | Elizabeth Beisel | Plavání              | Ženy 400 m polohový závod                                 |
| Stříbro | Kelci Bryant Abigail Johnston | Skoky do vody        | Ženy synchronizované skoky z prkna 3 m                    |
| Stříbro | Nathan Adrian Ricky Berens* Jimmy Feigen* Matt Grevers* Cullen Jones Jason Lezak* Ryan Lochte Michael Phelps | Plavání              | Muži štafeta 4 × 100 m volný způsob                       |
| Stříbro | Allison Schmittová | Plavání              | Ženy 400 m volný způsob                                   |
| Stříbro | Nick Thoman | Plavání              | Muži 100 m znak                                           |
| Stříbro | Rebecca Soniová | Plavání              | Ženy 100 m prsa                                           |
| Stříbro | Michael Phelps | Plavání              | Muži 200 m motýlek                                        |
| Stříbro | Ryan Lochte | Plavání              | Muži 200 m polohový závod                                 |
| Stříbro | Cullen Jones | Plavání              | Muži 50 m volný způsob                                    |
| Stříbro | Dotsie Bauschová Sarah Hammerová Lauren Tamayoová Jennie Reedová* | Cyklistika           | Družstvo žen stíhací závod                                |
| Stříbro | Galen Rupp | Atletika             | Muži 10 000 m                                             |
| Stříbro | Carmelita Jeterová | Atletika             | Ženy 100 m                                                |
| Stříbro | McKayla Maroney | Sportovní gymnastika | Ženy přeskok                                              |
| Stříbro | Michael Tinsley | Atletika             | Muži 400 m překážek                                       |
| Stříbro | Sarah Hammerová | Cyklistika           | Ženy omnium                                               |
| Stříbro | Leonel Manzano | Atletika             | Muži 1500 m                                               |
| Stříbro | Erik Kynard | Atletika             | Muži skok do výšky                                        |
| Stříbro | Dawn Harperová | Atletika             | Ženy 100 m překážek                                       |
| Stříbro | Jason Richardson | Atletika             | Muži 110 m překážek                                       |
| Stříbro | Lashinda Demusová | Atletika             | Ženy 400 m překážek                                       |
| Stříbro | Jennifer Kessy April Ross | Plážový volejbal     | Ženy                                                      |
| Stříbro | Haley Anderson | Plavání              | Ženy 10 km (maraton)                                      |
| Stříbro | Will Claye | Atletika             | Muži trojskok                                             |
| Stříbro | Trey Hardee | Atletika             | Muži desetiboj                                            |
| Stříbro | Joshua Mance Tony McQuay Manteo Mitchell* Bryshon Nellum Angelo Taylor | Atletika             | Muži štafeta 4 × 400 m                                    |
| Stříbro | Brigetta Barrettová | Atletika             | Ženy skok do výšky                                        |
| Stříbro | Ryan Bailey Jeff Demps* Justin Gatlin Tyson Gay Trell Kimmons Darvis Patton* | Atletika             | Muži štafeta 4 × 100 m diskvalifikace                     |
| Stříbro | Foluke Akinradewo Lindsey Berg Nicole Davis Tayyiba Haneef-Park Christa Harmotto Megan Hodge Destinee Hooker Jordan Larson Tamari Miyashiro Danielle Scott-Arruda Courtney Thompson Logan Tom                                                                             | Volejbal             | Turnaj žen                                                |
| Bronz   | Peter Vanderkaay | Plavání              | Muži 400 m volný způsob                                   |
| Bronz   | Natalie Coughlinová* Missy Franklinová Jessica Hardyová Lia Neal Allison Schmittová Amanda Weir* | Plavání              | Ženy štafeta 4 × 100 m volný způsob                       |
| Bronz   | Brendan Hansen | Plavání              | Muži 100 m prsa                                           |
| Bronz   | David Boudia Nicholas McCrory | Skoky do vody        | Muži synchronizované skoky z věže 10 m                    |
| Bronz   | Marti Malloyová | Judo                 | Ženy 57 kg                                                |
| Bronz   | Caitlin Leverenzová | Plavání              | Ženy 200 m polohový závod                                 |
| Bronz   | Troy Dumais Kristian Ipsen | Skoky do vody        | Muži synchronizované skoky z prkna 3 m                    |
| Bronz   | Danell Leyva | Sportovní gymnastika | Muži víceboj – jednotlivci                                |
| Bronz   | Natalie Dellová Megan Kalmoeová Kara Kohlerová Adrienne Martelliová | Veslování            | Ženy párová čtyřka                                        |
| Bronz   | Ryan Lochte | Plavání              | Muži 200 m znak                                           |
| Bronz   | Elizabeth Beisel | Plavání              | Ženy 200 m znak                                           |
| Bronz   | Reese Hoffa | Atletika             | Muži vrh koulí                                            |
| Bronz   | Courtney Hurley Kelley Hurley Maya Lawrence Susie Scanlan* | Šerm                 | Družstvo žen kord                                         |
| Bronz   | Charlie Cole Scott Gault Glenn Ochal Henrik Rummel | Veslování            | Muži čtyřka bez kormidelníka                              |
| Bronz   | Will Claye | Atletika             | Muži skok do dálky                                        |
| Bronz   | Lisa Raymondová Mike Bryan | Tenis                | Smíšená čtyřhra                                           |
| Bronz   | Justin Gatlin | Atletika             | Muži 100 m                                                |
| Bronz   | DeeDee Trotterová | Atletika             | Ženy 400 m                                                |
| Bronz   | Matthew Emmons | Sportovní střelba    | Muži 50 metrů libovolná malorážka 3×40 ran polohový závod |
| Bronz   | Aly Raismanová | Sportovní gymnastika | Ženy kladina                                              |
| Bronz   | Kellie Wellsová | Atletika             | Ženy 100 m překážek                                       |
| Bronz   | Marlen Esparza | Box                  | Ženy váha muší - do 51 kg                                 |
| Bronz   | Carmelita Jeterová | Atletika             | Ženy 200 m                                                |
| Bronz   | Janay DeLoachová | Atletika             | Ženy skok do dálky                                        |
| Bronz   | Clarissa Chun | Zápas                | Ženy volný styl 48 kg                                     |
| Bronz   | Terrence Jennings | Taekwondo            | Muži 68 kg                                                |
| Bronz   | Paige McPherson | Taekwondo            | Ženy 67 kg                                                |
| Bronz   | Georgia Gould | Cyklistika           | Ženy cross-country                                        |
| Bronz   | Coleman Scott | Zápas                | Muži volný styl 60 kg                                     |

Poznámka * - nebyli členy finálové štafety

## Jednotlivé sporty

### Tenis
| Sportovec                            | Soutěž  | 64 hráčů v kole                              | 32 hráčů v kole                                 | 16 hráčů v kole                                     | Čtvrtfinále                                 | Semifinále                                     | Finále                                                          | Pořadí   |
| Sportovec                            | Soutěž  | Soupeř výsledek                              | Soupeř výsledek                                 | Soupeř výsledek                                     | Soupeř výsledek                             | Soupeř výsledek                                | Soupeř výsledek                                                 | Pořadí   |
| ------------------------------------ | ------- | -------------------------------------------- | ----------------------------------------------- | --------------------------------------------------- | ------------------------------------------- | ---------------------------------------------- | --------------------------------------------------------------- | -------- |
| Ryan Harrison                        | dvouhra | Giraldo (COL) · 5–7, 3–6                     |                                                 |                                                     |                                             |                                                |                                                                 | 33.–64.  |
| John Isner                           | dvouhra | Rochus (BEL) · 7–6(7–1), 6–4                 | Džazírí (TUN) · 7–6(7–1), 6–2                   | Tipsarević (SRB) · 7–5, 7–6(16–14)                  | Federer (SUI) · 6–4, 7–6(7–5)               |                                                |                                                                 | 5.–8.    |
| Andy Roddick                         | dvouhra | Kližan (SVK) · 7–5, 6–4                      | Djoković (SRB) · 2–6, 1–6                       |                                                     |                                             |                                                |                                                                 | 17.–32.  |
| Donald Young                         | dvouhra | Seppi (ITA) · 4–6, 4–6                       |                                                 |                                                     |                                             |                                                |                                                                 | 33.–64.  |
| Bob Bryan Mike Bryan                 | čtyřhra |                                              | Bellucci / · Sá (BRA) · 7–6(7–5), 6–7(5–7), 6–3 | Davyděnko / · Južnyj (RUS) · 7–6(8–6), 7–6(7–1)     | Erlich / · Ram (ISR) · 7–6(7–4), 7–6(12–10) | Benneteau / · Gasquet (FRA) · 6–4, 6–4         | Llodra / · Tsonga (FRA) · 6–4, 7–6(7–2)                         | zlato    |
| John Isner Andy Roddick              | čtyřhra |                                              | Melo / · Soares (BRA) · 2–6, 4–6                |                                                     |                                             |                                                |                                                                 | 17.–32.  |
| Varvara Lepčenková                   | dvouhra | Cepedeová Roygová (PAR) · 7–5, 6–7(6–8), 6–2 | Görgesová (GER) · 3–6, 5–7                      |                                                     |                                             |                                                |                                                                 | 17.–32.  |
| Christina McHaleová                  | dvouhra | Ivanovićová (SRB) · 4–6, 5–7                 |                                                 |                                                     |                                             |                                                |                                                                 | 33.–64.  |
| Serena Williamsová                   | dvouhra | Jankovićová (SRB) · 6–3, 6–1                 | U. Radwańská (POL) · 6–2, 6–3                   | Zvonarevová (RUS) · 6–1, 6–0                        | Wozniacká (DEN) · 6–0, 6–3                  | Azarenková (BLR) · 6–1, 6–2                    | Šarapovová (RUS) · 6–0, 6–1                                     | zlato    |
| Venus Williamsová                    | dvouhra | Erraniová (ITA) · 6–3, 6–1                   | Wozniaková (CAN) · 6–1, 6–3                     | Kerberová (GER) · 6–7(5–7), 6–7(5–7)                |                                             |                                                |                                                                 | 9.–16.   |
| Liezel Huberová Lisa Raymondová      | čtyřhra |                                              | volný los                                       | A. Radwańská / · U. Radwańská (POL) · 6–4, 7–6(7–3) | Makarovová / · Vesninová (RUS) · 6–3, 6–3   | Hlaváčková / · Hradecká (CZE) · 1–6, 6–7(2–7)  | (malé finále) · Kirilenková / · Petrovová (RUS) · 6–4, 4–6, 1–6 | 4. místo |
| Serena Williamsová Venus Williamsová | čtyřhra |                                              | Cîrsteaová / · Halepová (ROU) · 6–3, 6–2        | Kerberová / · Lisická (GER) · 6–2, 7–5              | Erraniová / · Vinciová (ITA) · 6–1, 6–1     | Kirilenková / · Petrovová (RUS) · 7–5, 6–4     | Hlaváčková / · Hradecká (CZE) · 6:4 ,6:4                        | zlato    |
| Lisa Raymondová Mike Bryan           | mix     |                                              |                                                 | Erraniová / · Seppi (ITA) · 7–5, 6–3                | Dulková / · del Potro (ARG) · 6-2, 7-5      | Azarenková / · Mirnyj (BLR) · 3–6, 6–4, [7–10] | (malé finále) · Kas / · Lisická (GER) · 6-3, 4-6, [10-4]        | bronz    |
| Liezel Huberová Bob Bryan            | mix     |                                              |                                                 | Kas / · Lisická (GER) · 6–7(5-7), 7–6(7–5), [5–10]  |                                             |                                                |                                                                 | 9.–16.   |